# Махрова тканина

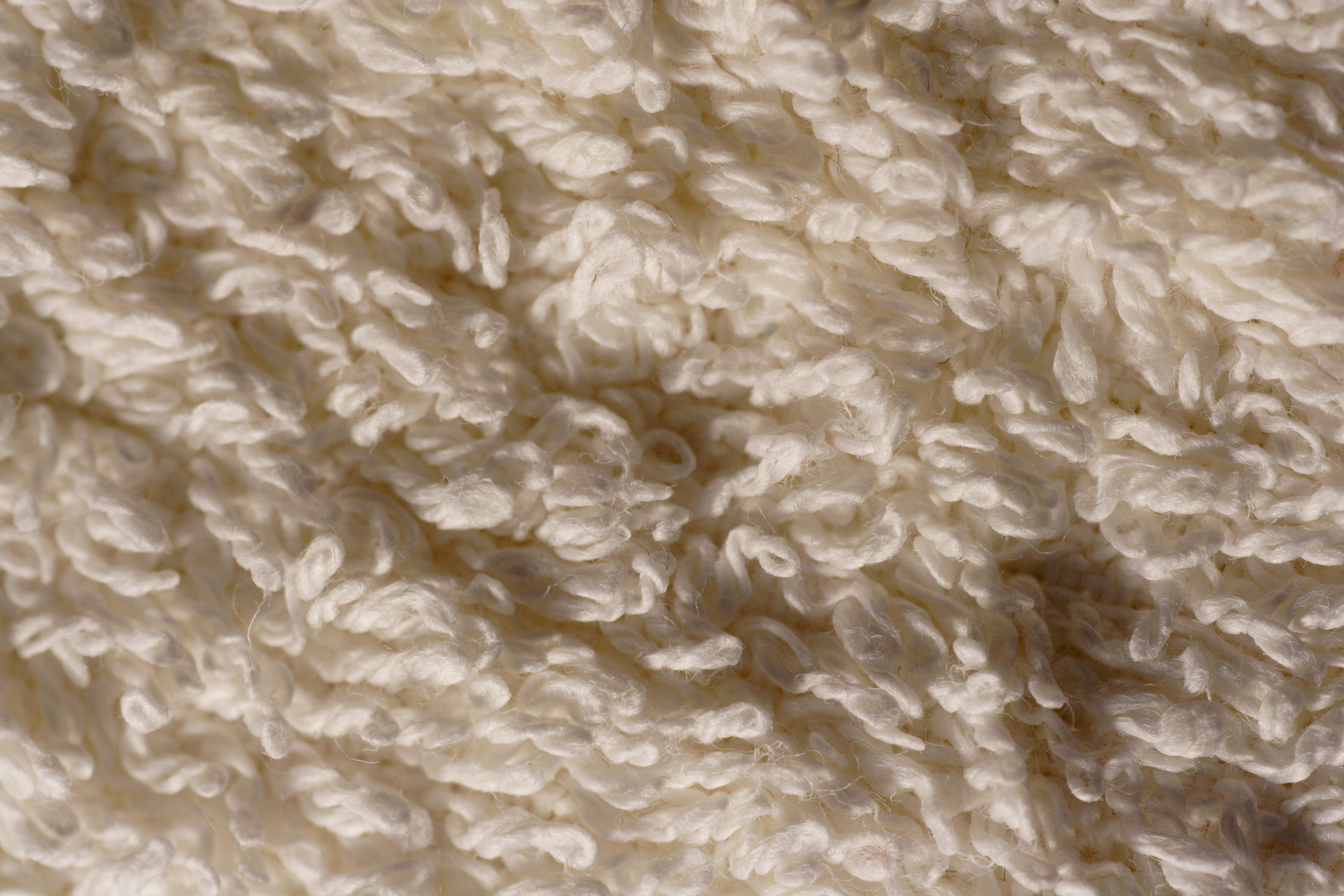
Махрова тканина

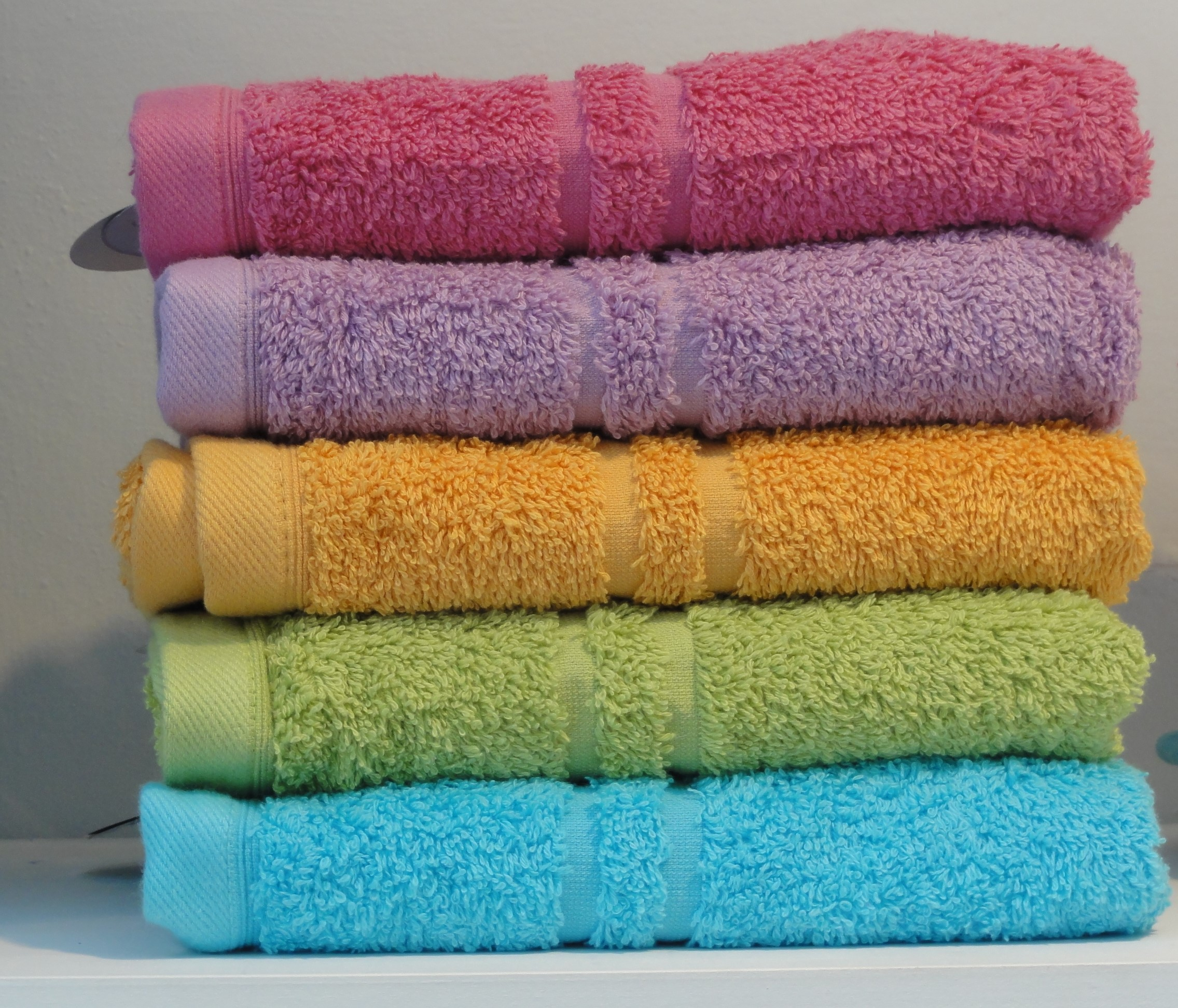
Махрові рушники

Махрова тканина (або «тканина фроте́», від фр. frotté — «тертий»; просторічна назва — «махра») — це натуральна тканина, поверхня якої складається з ворсу (петель основних ниток). Ворс може бути як одинарним (одностороннім), так і подвійним (двостороннім). Крім односторонньої та двосторонньої, розрізняють також тканину з рельєфним малюнком у структурі махри й тканину зі стриженим ворсом (стрижена махра).

## Історія
Батьківщиною бавовни є Індія, де були виявлені бавовняні тканини, виткані ще в період 3250-2750 років до н. е. З Індії бавовництво поширилося на сусідні країни. Сучасний обробіток бавовни йде корінням у XVIII століття (1774) — у ті часи, коли стали вироблятися бавовняні тканини. З того часу бавовництво набуло масовий розвиток. Посіви бавовнику різко зросли, завоювавши Америку, Китай, Єгипет, країни Азії та південні регіони Російської імперії. У Російській імперії до початку XIX століття чільну роль у текстильній промисловості займало виробництво лляних тканин. Нитки виготовлялися з волокон стебел льону після спеціальної попередньої обробки. Льон йшов на виготовлення тканин різної якості: з тонкого полотна виготовлялося білизна та святковий одяг, з полотна грубших ниток — повсякденний домашній одяг, а з волокнистих залишків — мішковина.
Також відомі махрові тканини з бамбука. Бамбук зростає головним чином в тропіках і субтропіках. Культивуватися як сировина для мануфактурних виробів став порівняно недавно. Волокна видобуваються зі стебла бамбука, який є одеревенівшою соломиною.

## Властивості махрової тканини
Махрові тканини зазвичай менш щільні, ніж ворсові. На відміну від суто ворсових, ворс у них виникає шляхом вільної подачі петель нещільно натягнутої основи, чому вони й виходять, як правило, менш стійкими та рівномірними. Однак ця особливість нітрохи не псує характерні якості махрової тканини, а навпаки — надає їй неповторну природну особливість «вільного дихання». Також вони володіють легким масажним впливом на тіло людини та не викликають подразнення шкіри. Завдяки своїм природним якостям і здатності добре поглинати вологу, дозволяючи тілу вільно дихати, махрові тканини використовуються для виготовлення халатів, рушників, домашніх капців, постільної білизни, купальних простирадл, ортопедичних устілок, матраців та подушок, різних чохлів для постільних та інших індивідуальних речей, а також — жіночих прокладок нового покоління.
Махрові тканини розрізняються за типом щільності, кручення нитки та висоти петлі, оскільки саме від них залежить зовнішній вигляд і якість махрового виробу. Щільність махрових матерій вимірюється в г/м² і коливається від 300 до 800 одиниць. Чим вище щільність — тим пухнастіший виріб з махрової тканини. У махрових виробах недопустима надмірна присутність штучних волокон, оскільки всі вони, в силу своєї приналежності до індивідуального туалету, призначені для прання при високих температурах, чого не здатні винести синтетичні добавки. Єдино можливе відхилення відносно виробництва махрової тканини — домішка поліестерової нитки при виготовленні основи полотна. Будучи природним матеріалом, махрова тканина швидко мнеться. Махрові тканини, які не мнуться, виробляються з додаванням хімічних волокон в співвідношенні не більше 20 відсотків штучних матеріалів (поліестеру) на 80 відсотків натурального компонента. Вироби з махрових тканин особливо рекомендовані для алергіків. Тканина легко піддається пранню і після багаторазових операцій залишається як і раніше пухнастою і м'якою, не завдаючи шкоди здоров'ю людини.

## Склад махрової тканини
Випускається тканина фроте зазвичай з бавовни, льону, рідше — бамбука. Махрові тканини створюються найчастіше на основі бавовни — екологічно чистого природного матеріалу. Бавовна м'яка, ніжна, чудово поглинає вологу. Чим довше вихідне волокно, тим міцніше, пухнастіше і м'якше готовий виріб і тим краще воно вбирає вологу. Бавовна — тепло- і вологолюбна культура зони субтропіків. Вона вимагає достаток світла, тепла, вологи та надмірного догляду. Вирощування і виробництво бавовни — пріоритет виключно теплих, південних регіонів, з великою кількістю води та робочої сили.
Махрове полотно на основі льону має такі ж характеристики — м'яке, ніжне, пухнасте і міцне в поєднанні з екологічною безпекою. Відмінність полягає лише в ареалі основного рослинного матеріалу і діаметрі нитки (лляна нитка тонша). Льон — є давньою, чисто слов'янською культурою. Раніше він займав значні кількості сільгоспугідь, а сьогодні ця зона зведена до мінімуму. Ще один компонент махрової тканини — бамбук. На основі бамбука також виготовляється махрове полотно. До його застосування вдалися зовсім недавно, що зумовлено віддаленістю його ареалу. Однак вироби з додаванням бамбукових волокон мають дуже ефектний вигляд, відрізняючись особливим блиском і ніжністю тканини. Тканина фроте може складатися як з одного типу ниток, так і з різних (бавовна і бамбук, льон і бамбук, бавовна і льон).

## Вироби з махрової тканини

Схема формування локона: одинарна і подвійна

Найбільш поширені й звичні нам махрові вироби — це рушники, якими ми користуємося щодня. Їхня якість залежить від ступеня ворсистості, пухнастості махрової тканини. Для виробництва рушників застосовують волокна малої та середньої товщини. Дуже тонкі нитки скручують вдвічі, збільшуючи таким чином товщину готового виробу, хоча його густина в стандартних одиницях вимірювання залишається тією ж. Якісно вироблений і забарвлений рушник здатний витримати не менше 500 прань.
Далі за ступенем популярності махрових виробів слідують халати. Вони легкі, зручні, міцні та довговічні. Крім цього, махрові халати, зігріваючи тіло, дозволяють йому вільно дихати. У махрових виробів, чим сильніше скручена нитка, тим вона гірше поглинає вологу. Халати з надмірно крученими нитками важче, грубіше на дотик і менш комфортабельні, ніж вироби, в яких нитка скупчена не дуже туго. Махрові халати найчастіше використовують після купання, оскільки тканина, з якої вони виготовлені, чудово вбирає вологу. Халати з фроте бувають двох типів: ворсом назовні (одинарним ворсом) і ворсом назовні та всередину (подвійним ворсом).
Махрова постільна білизна — це новинка на українському ринку (крім усім відомих махрових купальних простирадл). Перевага постільної білизни з тканини фроте полягає в тому, що вона значно міцніша бязевих постільних речей та має масажний ефект. Особливо актуальна махрова постільна білизна в умовах холодних і тривалих зим. Останнім часом вона набуває популярності через унікальне поєднання практичності та комфорту. Не менш популярними стають і ортопедичні матраци, зроблені на основі природних матеріалів і тканин, однією з яких є тканина фроте. Такі матраци особливо рекомендовані людям, що страждають алергією на різні штучні компоненти вироблених виробів. Сюди ж належать і ортопедичні подушки з тканини фроте, а також чохли до них.
Дуже зручними, комфортними та лікувальними є ортопедичні устілки на основі бавовняної тканини фроте. У холодну пору вони зберігають тепло, а в теплу — створюють прохолоду, вбираючи вологу і дозволяючи нозі дихати. Ще одна інтимна область застосування тканини фроте — виготовлення жіночих прокладок. Маючи всі необхідні якості, такі прокладки призначені для багаторазового застосування (після процесу прання) і найбільше поширені у Франції. Вироби з махрової тканини на основі натуральних волокон виглядають після прання точно так само, як і до нього, маючи таку ж м'яку, ніжну і пухнасту фактуру. Єдине обмеження до махрових виробів це те, що їм протипоказано прасування. Пропрасоване махрове полотно має неприродний і вкрай неохайний вигляд.